# Contea di Quannan
La contea di Quannan (全南县S, Quánnán XiànP) è una contea della Cina, situata nella provincia di Jiangxi e amministrata dalla prefettura di Ganzhou.